# Berenike III
Berenike III Kleopatra Filopator, även kallad Kleopatra Berenike III, född 114, död 22 april 80 f.Kr., var drottning och medregent av det ptolemeiska riket från  101 till 88 f.Kr. och från 81 till 80 f.Kr.

## Biografi
Berenike var dotter till Ptolemaios IX Lathyros. Hennes mor anges enbart som Kleopatra, och bör ha varit antingen Kleopatra IV eller Kleopatra Selene I. Hennes födelseår har angetts som 120 f.Kr., men detta anses inte vara korrekt.
Berenikes mormor-farmor Kleopatra III avsatte och tillsatte hennes far Lathyros och hennes farbror-morbror Ptolemaios X Alexander I vid flera tillfällen mellan 110 och 107. År 110 f.Kr. avsatte hennes farmor-mormor hennes far, tvingade hennes föräldrar att skiljas och ersatte fadern med Alexander. Hennes far flydde till Cypern, medan hon kvarblev med sin mor i Egypten. 
År 109 återinsatte Kleopatra III sin far, men 107 ersatte hon honom ännu en gång med Alexander, medan fadern åter flydde till Cypern. Mormodern tvingade möjligen också hennes mor att gifta sig med Alexander. År 103 gifte mormodern bort hennes mor med kungen av Syrien, men Berenike stannade i Egypten.

### Ptolemaios X Alexanders drottning
År 101 f.Kr. gifte sig Berenike med sin farbror och morbror Alexander, och blev hans medregent och drottning. Den 26 oktober samma år mördade Alexander hennes mormor Kleopatra III. Efter år 91 kallades hon ofta Kleopatra. År 88 f.Kr. avsattes Alexander efter ett folkligt uppror i Alexandria och flydde till Myra i Lykien i Mindre Asien. Berenikes far Lathyros återvände då till Egypten och återtog tronen. Berenike följde med Alexander då han avsattes. Det är okänt när hon återvände till Egypten, men det är troligt att hon gjorde det strax efter att Alexander avled i ett försök att återta tronen senare samma år. Huruvida hon blev sin fars drottning och medregent är inte bekräftat. Berenike har beskrivits som en omtyckt fredlig regent, och som en av de mest populära medlemmarna av sin dynasti.

### Ensam regent
Då fadern avled år 81 f.Kr. blev Berenike ensam regent i Egypten. Under det halvår hon kvarstod som ensam regent gjorde hon sig mycket populär i Alexandria. Hon stod emellertid inför dilemmat att sakna arvingar till tronen. Det är inte bekräftat att hon fick några barn, även om det har föreslagits att hon i sitt första äktenskap blev mor till Kleopatra V. Det var dessutom inte sed i Egypten att regera utan medregent och kung. Hon ska därför ha skrivit till Roms dåvarande diktator Sulla och bett att han skulle sända henne prins Ptolemaios XI Alexander II, som var hennes halvbror och kusin och som just då befann sig i romerskt förvar, så att han skulle kunna bli hennes make och medregent. En annan version hävdar att hon inte själv tog initiativet till detta.

### Ptolemaios XI Alexander II:s drottning
Sulla tvingade Ptolemaios Alexander att upprätta ett testamente där han överlämnade sin tron till Rom om han skulle avlida utan arvingar, något han kunde förväntas göra på grund av sin homosexualitet. Ptolemaios Alexander gick med på detta och tilläts därför avresa till Egypten, där han år 80 f.Kr. gifte sig med Berenike och blev hennes medregent som Ptolemaios XI Alexander II. Paret fick inga barn, och äktenskapet blev troligen inte fullbordat. Bara 19 dagar senare mördade han emellertid Berenike. Allmänheten greps av raseri då de fick veta detta och bröt sig in i palatset och lynchade honom, och därmed var den legitima delen av ptoleméernas dynasti utslocknad.
Rom ansåg sig nu ha ärvt Egypten och gjorde sig berett att införliva riket med sitt imperium, men i stället bad egyptierna att få de två utomäktenskapliga sönerna till Ptolemaios IX, Berenices halvbröder, som befann sig i förvar hos sin svärfar Mithridates VI Eupator till regenter. De hann fram före romarna och placerades på tronen som kung i Egypten och vicekung på Cypern. Rom var tvunget att acceptera detta just då på grund av inre stridigheter, men därefter betraktade romarna Egypten som lagligen sitt och skulle komma att hota med annektering upprepade gånger.

## Fiktion
Berenike III är föremål för en opera (Berenice) av Händel från 1737. 